# La Torre (Llessui)
La Torre, de vegades esmentat simplement com a Torre, és un veïnat del poble de Llessui, en el terme municipal de Sort, a la comarca del Pallars Sobirà. Fins al 1976 formà part del terme de Llessui.
La Torre és a prop i a llevant del nucli principal de Llessui. Té l'antiga església de Sant Julià.

## Etimologia
Es tracta d'un topònim romànic d'origen medieval, i de caràcter descriptiu: en aquest lloc hi havia hagut el Castell de la Torre.

## Història

### Edat mitjana
L'origen del veïnat de la Torre es troba en l'existència, en aquest mateix lloc, d'un castell, anomenat Castell de la Torre, contemporani i complementari del Castell de Torena.

### Edat moderna
El 1553 Lesuy i la Torre, conjuntament, enregistraven 11 focs civils i 2 d'eclesiàstics (uns 15 habitants).